# 薩萊爾
54°36′05″N 86°14′55″E / 54.6014°N 86.2486°E
薩萊爾（俄语：Салаи́р）是俄羅斯克麥羅沃州中西部的一個城市，位於克麥羅沃以南210公里、古里耶夫斯克西南10公里。2002年人口9,472人。
薩萊爾於1626年建立。1941年正式設市。